# 슈체레르 페테르

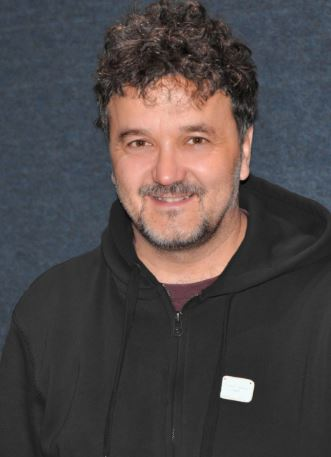

슈체레르 페테르(헝가리어: Scherer Péter, 1961년 11월 16일 ~ )는 헝가리의 배우이다. 어이커에서 태어났다.

## 영화
- 더 게임 (2022년) - 쿨차르 역
- 마이 나잇 유어 데이 (2015년)
- 새벽의 열기 (2015년)
- 모어 댄 허니 (2012년)
- 이그잼 (2011년) - 에밀 역
- 다니엘 쉬미트 (2010년)
- 부다페스트 로큰롤 (2009년) - 비갈리 역
- 전사 다비드 톨히단 (2007년)
- 마모레라 (2007년)
- 인형 639 (2005년) - 남자 역
- 유럽에서의 하루 (2005년)
- 콘트롤 (2003년)